# Итерация
Итерацията (от латински: iterare, „повтарям“) е термин, обозначаващ, най-общо казано, повторението на даден процес. Итерацията е стъпка в процес, който се прилага най-често за решаване на количествени проблеми и който се повтаря няколко пъти. Всяко повторение се нарича итерация.
Обикновено тези понятия се използват за описване на процесите, които се случват в една компютърна програма, и в по-обобщаващ смисъл – за да се опише даден итеративен (последователен) алгоритъм.
Намира приложение в различни области на науката като: машиностроене, информатика, числени методи в математиката, лингвистика, история и философия.
В програмирането най-често итерацията означава „цикъл“ (връщане към дадено условие, докато то не стане истинно и програмата продължи).